# Naomi Beckwith
Naomi Beckwith (1976) es una comisaria de arte estadounidense, conservadora jefa del Guggenheim de Nueva York desde junio de 2021. Está especializada en el arte afroamericano y en el desarrollo de proyectos creativos en conexión con las nuevas audiencias en crecimiento.

## Formación
Nacida en Chicago, Beckwith creció en Hyde Park y asistió al  Lincoln Park High School. Posteriormente obtuvo una licenciatura en Historia por la Universidad Northwestern en Evanston, Illinois. Completó sus estudios con la realización de un máster con distinción especial en el Courtauld Institute of Art de Londres, con su tesis sobre Adrian Piper y Carrie Mae Weems.
Más tarde fue becaria de Estudios críticos Helena Rubenstein en el Programa de Estudios Independientes del Museo Whitney de Arte Estadounidense de Nueva York. En 2008 Beckwith obtuvo una beca de la Fundación Andy Warhol para las Artes Visuales, y en 2011 ArtTable la nombró Líder a Seguir. Es miembro de las juntas directivas de Laundromat Project (Nueva York) y Res Artis (Ámsterdam).

## Trayectoria profesional
En mayo de 2011 Beckwith se incorporó al equipo curatorial del Museo de Arte Contemporáneo de Chicago como conservadora principal.  Antes de unirse a la plantilla del MCA, Beckwith fue curadora asociada en el Studio Museum de Harlem. Anteriormente había ejercido de asistente conservadora de Whitney Lauder en el Instituto de Arte Contemporáneo de Filadelfia, donde trabajó en numerosas exposiciones, incluida Locally Localized Gravity (2007), una exposición y un programa de eventos presentados por más de cien artistas cuyas prácticas se caracterizaban por ser sociales, participativas y comunitarias.
Beckwith también ha sido coordinadora del proyecto BAMart en la Academia de Música de Brooklyn y bloguera invitada en Art:21. Ha comisariado y co-comisariado exposiciones en los espacios alternativos de Nueva York, Recess Activities, Cuchifritos y Artists Space. En 2018, fue asesora curatorial de la bienal de arte SITElines en Santa Fe. Ha sido galardonada con la beca VIA  (Visionary Initiatives in Art) del Fund Curatorial Felloship, y la beca Center for Curatorial Leadership Fellowship 2017.

## Exposiciones principales
Beckwith fue el comisaria de la exposición 30 Seconds off an Inch, presentada por el Studio Museum en Harlem del 12 de noviembre de 2009 al 14 de marzo de 2010. En ella se mostraban obras de 42 artistas de color o inspiradas en la cultura negra de más de 10 países. En ella  se pedía a los espectadores que reflexionaran sobre las formas en que el significado social era integrado formalmente en las obras de arte.
Lynette Yiadom-Boakye: Any Number of Preoccupations estuvo expuesta en el Studio Museum del 11 de noviembre de 2010 al 13 de marzo de 2011. La exposición constaba de 24 lienzos y  fue la primera muestra individual en un museo de la artista británica Lynette Yiadom-Boakye.
También fue co-curadora de la primera gran encuesta sobre arte de Howardena Pindell en el MCA, del 24 de febrero de 2018 al 20 de mayo de 2018.